# Гаплогруппа J1d6 (мтДНК)
Гаплогруппа J1d6 — гаплогруппа митохондриальной ДНК человека.

## Происхождение
В популяционной генетике человека гаплогруппой J1d6 называют одну из гаплогрупп, выявленных при анализе последовательности мутаций в митохондриальной ДНК (mtDNA). Происходит данная митогаплогруппа от родительской J1d, от которой также происходят: J1d1, J1d2, J1d3, J1d4, J1d7, J1d8, J1d9, J1d10, J1d-a. Определяется эта гаплогруппа через мутацию A9041G, и согласно расчетам компании YFull появилась она 10.5 тысяч лет назад, при этом имеет возраст ближайшего общего предка (TMRCA) в 5.2 тысяч лет назад. Предполагается что эта гаплогруппа J1d6 появилась на Ближнем Востоке в период раннего неолита, и затем распространилась в сторону Анатолии, Европы, Кавказа и Средней Азии. От нее в свою очередь происходят гаплогруппы J1d6a (C16301T), J1d6b (A15218G), J1d6c (A335G).

## Субклады
- J1d6
  - J1d6a
  - J1d6b
  -  J1d6c

## Палеогенетика

### Неолит
Ближневосточный неолит
- WC1 | n-10 — Wezmeh — Керманшах (остан), Иран — 7455-7082 calBCE (8240±56 BP, UBA-25840) — М — G2b > G-Y37100* # J1d6.[1]

### Халколит
Гёксюр
- I8526 | MOS323, Geoksyur 1, 1964, 188, Tolos "Щ", IE-10-15 — Марыйский велаят, Туркменистан — 3500–2800 BCE — М — R > R2 # J1d6.[2]

### Железный век
Скифы
- MJ-46 | 11 — Мамай-Гора — Каменско-Днепровский район, Запорожская область, Украина — 366-171 calBCE (2195±30 BP) — Ж — J1d6.[3]

Хунну
- DA98 | Kyr 56 — Уч-Курбу (курган 14, п. 2) — Иссык-Кульская область, Киргизия — 26-242 calCE (1890±46 BP, UBA-31211) — Ж — J1d6.[4]

### Средние века
Сюник
- arm12 | Coll 7 — Sotk 1 — Сотк, Гехаркуникская область, Армения — 728–930 AD (1242 ± 39 calBP) — J1d6.[5]

## Публикации
2016
- Broushaki F; Thomas MG; Link V; et al. (Июль 2016). Early Neolithic genomes from the eastern Fertile Crescent. Science. 353 (6298): 499–503. doi:10.1126/science.aaf7943. PMC 5113750. PMID 27417496.

2017
- Margaryan A; Derenko M; Hovhannisyan H; et al. (Июль 2017). Eight Millennia of Matrilineal Genetic Continuity in the South Caucasus. Current Biology. 27 (13): 2023-2028.e7. doi:10.1016/j.cub.2017.05.087. PMID 28669760.

2018
- Damgaard PB; Marchi N; Rasmussen S; et al. (Май 2018). 137 ancient human genomes from across the Eurasian steppes. Nature. 557 (7705): 369–374. doi:10.1038/s41586-018-0094-2. PMID 29743675.

2019
- Järve M, Saag L, Scheib CL; et al. (Июль 2019). Shifts in the Genetic Landscape of the Western Eurasian Steppe Associated with the Beginning and End of the Scythian Dominance. Current Biology. 29 (14): 2430-2441.e10. doi:10.1016/j.cub.2019.06.019. PMID 31303491. {{cite journal}}: Явное указание et al. в: |author= (справка)Википедия:Обслуживание CS1 (множественные имена: authors list) (ссылка)
- Narasimhan V.; Patterson N.; Moorjani P; et al. (Сентябрь 2019). The formation of human populations in South and Central Asia. Science. 365 (6457). doi:10.1126/science.aat7487. PMC 6822619. PMID 31488661.